# Antoine Dauvergne
Antoine Dauvergne (* 4. Oktober 1713 in Moulins; † 12. Februar 1797 in Lyon) war ein französischer Violinist, Komponist und Operndirektor der Vorklassik.

## Leben
Dauvergnes Vater war bereits Musiker und zumindest zeitweise als „joueur d'instruments“ in Clermont-Ferrand tätig. Es ist wahrscheinlich, dass er der erste Lehrer seines Sohnes war. 1730 begann er eine Geigerlaufbahn in seiner Heimatstadt. 1739 war Antoine Dauvergne in Paris, dort vervollkommnete er seine Kompositionstechnik bei Jean-Philippe Rameau und sein Violinspiel bei Jean-Marie Leclair. 1739 erhielt er das königliche Privileg, seine sechs Triosonaten op. 1 und die 12 Solosonaten op. 2 zu veröffentlichen. Ebenfalls 1739 wurde er Musiker in der musique de la chambre du roi und 1741 erster Violinist an der Académie royale de musique, wo er 1751 als einer der Dirigenten tätig war. 1755 wurde er als Nachfolger von François Rebel maître de musique de la chambre du roi. 1762 wurde Dauvergne Leiter des Concert spirituel und 1764 "Surintendant" der königlichen Musik.
Der Vorschlag, ihn 1766 als Direktor der Pariser Oper zu ernennen, wurde durch die damaligen Inhaber der Position, Pierre Montan Berton und Jean-Claude Trial, verhindert; schließlich willigten beide ein und Dauvergne wurde in die Leitung der Oper aufgenommen. Im Mai 1780 wurde er deren Generaldirektor und blieb dies bis zu seiner Abdankung 1782. In dieser Position führte er unter anderem langwierige Verhandlungen, über die erste Aufführung einer Oper von Christoph Willibald Gluck in Paris, der er erst nach Einschreiten der Königin zustimmte. Nach einer Wiederaufnahme seiner Tätigkeit im Jahr 1785 verließ er 1790 in den Wirren der französischen Revolution endgültig die Oper. Wegen seiner Verdienste wurde Dauvergne 1786 zum Chevalier de Saint-Michel geadelt. Dauvergne zog sich 1790 nach Lyon zurück, wo er 1797 unter ungeklärten Umständen ums Leben kam.

## Werke (Auswahl)
Neben 18 Bühnenwerken, in denen er richtungsweisend für die aufkommende französische Opéra comique war, komponierte Dauvergne Kirchenmusik, französische Motetten und weitere Werke. Seine Instrumentalmusik, Violin- und Triosonaten und Concerts de symphonies, sind im italienischen Stil, wobei er von Pietro Locatelli beeinflusst war.

### Instrumentalmusik
- Six Sonates en trio pour 2 violons et basse continue, op. 1, 1739
- Douze Sonates pour violon seul et basse continue, op. 2, 1739
- Concerts de symphonies, op. 3, 1751
- Concerts de symphonies, op. 4, 1751